# Rondonops
Rondonops – rodzaj jaszczurek z rodziny okularkowatych (Gymnophthalmidae).

## Zasięg występowania
Rodzaj obejmuje gatunki występujące endemicznie w Brazylii. 

## Systematyka

### Etymologia
Rondonops: Cândido Mariano da Silva Rondon (1865–1958), brazylijski marszałek, inżynier, działacz społeczny i obrońca praw Indian; łac. ops „siła, moc, zdolność”.

### Podział systematyczny
Do rodzaju należą następujące gatunki: 
- Rondonops biscutatus
- Rondonops xanthomystax